# Remigia insulsa
Remigia insulsa là một loài bướm đêm trong họ Erebidae.